# Svetozar Kurepa
Svetozar Kurepa (Majske Poljane pokraj Gline, 25. svibnja 1929. – Zagreb, 2. veljače 2010.), hrvatski matematičar, profesor emeritus Matematičkog odjela Prirodoslovno-matematičkog fakulteta Sveučilišta u Zagrebu, autor niza udžbenika iz matematike.

## Životopis
Partizansku gimnaziju Svetozar Kurepa je završio 1948. godine, a matematiku je diplomirao 4. listopada 1952. na Prirodoslovno-matematičkom fakultetu u Zagrebu s odličnim uspjehom s temom Linearni operatori u Hilbertovom prostoru. Sljedeće se godine zapošljava kao asistent na istom fakultetu na Zavodu za primijenjenu matematiku za kolegij Teorijska mehanika kod prof. Zlatka Jankovića. U razdoblju 1954. – 1956. boravi na specijalizaciji na Institutu za teorijsku fiziku u Kopenhagenu kod Nielsa Bohra. Nakon odsluženja vojnog roka, 1957. godine, vraća se na mjesto asistenta te 3. ožujka 1958. godine doktorira s temom Jedna metoda rješavanja funkcionalnih jednadžbi. Za docenta je izabran 1959. godine, izvanrednog profesora 1962. godine, a 1966. godine za redovnog profesora. Umirovljen je 30. rujna 1999. godine, a u zvanje profesora emeritusa je izabran 11. srpnja 2000. godine.

### Specijalizacije i usavršavanja
Tijekom znanstvene karijere boravio je na nizu specijalizacija i usavršavanja:
- 1960./61. na Sveučilištu u Marylandu i Sveučilištu u Chicagu, SAD
- 1966./67. na Sveučilištu Georgetown, SAD
- 1970./71. na Sveučilištu u Waterloou, Kanada
- 1982. na Sveučilištu u Milanu, Italija, Institut za matematiku Federigo Enriques
- 1986. na Sveučilištu u Waterloou, Kanada

### Članstva
Za člana-suradnika II. odjela Jugoslavenske akademije znanosti i umjetnosti (danas HAZU-a) izabran je 1961. godine. Bio je član Društva matematičara, fizičara i astronoma do njihovog rasformiranja, potom član Hrvatskoga matematičkog društva te član American Mathematical Society.

### Nagrade
Za svoj znanstveni rad primio je:
- 1963. godine Republičku nagradu za znanost Ruđer Bošković za svoj rad na području funkcionalne analize;
- 1968. godine Nagradu grada Zagreba za znanstvenu, nastavnu i stručnu djelatnost;
- Nagradu Davor Trstenjak;
- 2005. primio Državnu nagradu za znanost za životno djelo iz područja prirodnih znanosti.

### Dužnosti
Tijekom rada, obnašao je niz važnih dužnosti kao što su:
- voditelj Grupe za matematičke metode Odjela teorijske fizike Instituta Ruđer Bošković;
- voditelj poslijediplomskog studija Matematike 1965. – 1970., 1972. – 1980. te 1984. – 1988.;
- pročelnik Odjela za analizu Instituta za matematiku Sveučilišta u Zagrebu do ukinuća 1975. godine;
- direktor Matematičkog odjela PMF-a 1978. – 1982.;
- dekan Matematičkog odjela PMF-a 1982. – 1986.;
- dekan PMF-a 1986. – 1988.

### Mentorstva
Kurepa je bio mentor mnogim studentima i doktorandima i time trajno utjecao na razvoj kako Matematičkog odjela Prirodoslovno-matematičkog fakulteta, tako i matematike na Sveučilištu u Zagrebu i u Hrvatskoj općenito. Među inima su pod njegovim mentorstvom doktorirali:[nedostaje izvor]
| Ime               | godina | naslov rada                                                        | engleski prijevod                                                                   |
| Butkovic, Davor   | 1975   | Radonove i Borelove mjere s vrijednostima u vektorskim prostorim   | Vector spaces valued Radon and Borel measures                                       |
| Kraljevic, Hrvoje | 1973   | Reprezentacije grupe SU(n,1) i njene univerzalne grupe natkrivanja |                                                                                     |
| Milićić, Dragan   | 1973   |                                                                    | On the Structure of Dual Spaces of Semisimple Lie Groups                            |
| Vajzović, Fikret  | 1965   | Funkcionalne jednadžbe u Frechet-ovom prostoru                     | Functional Equations in Frechet Space                                               |
| Veselić, Krešimir | 1970   | Prilog teoriji smetnje operatora skalarnog tipa i primjene         | A Contribution to the Perturbation Theory of Scalar Type Operators and Applications |

Pod njihovim vodstvom je doktoriralo niz znanstvenika,
koji su kasnije postali profesori na sveučilištima u Hrvatskoj, 
poimence
Damir Bakić, 
Zlatko Drmač, 
Luka Grubišić, 
Vjeran Hari, 
Marija Miloloza Pandur, 
Branko Najman,
Ivica Nakić, 
Pavle Pandzić, 
Mirko Primc, 
Sanja Singer, 
Ivan Slapničar, 
te 
Marko Tadić.[nedostaje izvor]

### Ostalo
Osim navedenog, istaknuo se i u sljedećem:
- referent referativnih časopisa Zentralblatt für Mathematik od 1958. godine i Mathematical Reviews od 1960.;
- urednik časopisa Glasnik matematički, Aequationes Mathematicae i Publications de l'Institut Mathematique Beograd;
- pokretač suradnje matematičara iz Zagreba i Graza pod imenom Mathematikertreffen Zagreb–Graz s početkom 1978. godine;
- s Davorom Butkovićem i Hrvojem Kraljevićem organizirao tri dvotjedne poslijediplomske škole i konferencije iz funkcionalne analize u Dubrovniku 1981., 1985. i 1989.

## Znanstveni i stručni rad
U svom znanstvenom radu bavio se funkcionalnom analizom, posebno teorijom operatora, teorijom funkcionalnih jednadžbi i teorijom mjere. Objavio je 70 znanstvenih i 10 stručnih radova, te 16 knjiga, od čega 4 srednjoškolska udžbenika.

### Sveučilišni udžbenici
Objavio je sljedeće sveučilišne udžbenike:
- S. Kurepa: Matematička analiza I, Diferenciranje i integriranje, Tehnička knjiga, Zagreb
- S. Kurepa: Matematička analiza II, Funkcija jedne varijable, Tehnička knjiga, Zagreb
- S. Kurepa: Matematička analiza III, Funkcija više varijabli, Tehnička knjiga, Zagreb
- S. Kurepa, H. Kraljević: Matematička analiza IV/1, Funkcija kompleksne varijable, Tehnička knjiga, Zagreb
- S. Kurepa: Uvod u linearnu algebru, Školska knjiga, Zagreb
- S. Kurepa: Konačno-dimenzionalni prostori i primjene, Tehnička knjiga, Zagreb
- S. Kurepa: Funkcionalna analiza, Elementi teorije operatora, Školska knjiga, Zagreb